# Ко Асон
Ко Асон (род. 10 августа 1992, Сеул; англ. Go Ah-sung, кор. 고아성) — южнокорейская актриса. Она начала свою карьеру в качестве ребёнка-актёра в самом кассовом блокбастере 2006 года «Хозяин». Затем последовали главные роли в фильмах «Сквозь снег» (2013 г.), «Нить лжи» (2014 г.) и «Офис» (2015 г.), а также в телесериалах «Магистр обучения» (2010 г.) и «Слышал через виноградную лозу» (2015).

## Карьера
Ко Асон было четыре года, когда она появилась в своем первом рекламном ролике, а в 2002 году она снялась в мюзикле « Питер Пэн», когда ей было десять. В тринадцать лет Ко начала актёрскую карьеру в детской программе KBS Oolla Boolla Blue-jjang (2004).
Ко сыграла свою первую главную роль в «Дуэте» (2012), инди-романсе о начинающей корейской певице во время турне по Англии и британском парне, которого она встречает,— который разделяет её интересы в музыке, фотографии и путешествиях.
В 2013 году она вновь работала с коллегой по фильму "Хозяин " Сон Кан Хо в научно-фантастическом триллере «Сквозь снег», первом англоязычном фильме Бон Джун Хо. 
В 2018 году Ко сыграла роль единственной женщины-детектива в южнокорейской адаптации британского сериала «Жизнь на Марсе».
В 2019 году Ко вернулась на большой экран с историческим фильмом «Сопротивление».

## Другие занятия
Ко любит путешествовать в одиночестве и фотографировать. Она заинтересовалась фотографией благодаря другу Пэ Ду На. Фотографии Ко были выставлены на 5-й ежегодной открытой художественной ярмарке в Сеуле в 2010 году, наряду с работами Ха Чон У и фотографиями Ум Тэ Уна.
Ещё одно её увлечение — музыка. Она спела для фильма « Дуэт» и выступала вживую на сцене в Mudaeruk в Хондэ.
Ко изучала психологию в Университете Сонгюнкван.

## Фильмография

### Фильмы
| Год     | заглавие                                      | Роль             |
| ------- | --------------------------------------------- | ---------------- |
| 2006 г. | Гостья                                        | Пак Хён Со       |
| 2007 г. | Счастливая жизнь                              | Джухи            |
| 2008 г. | Радио Dayz                                    | Скородок         |
| 2009 г. | Совершенно новая жизнь                        | Йеджин           |
| 2009 г. | После банкета                                 | Ким Ми Рэй       |
| 2010 г. | Шестнадцать (короткометражный фильм)          |                  |
| 2012 г. | Дуэт                                          | Нэнси            |
| 2013    | Сквозь снег                                   | Йона             |
| 2014 г. | Нить лжи                                      | Манджи           |
| 2015 г. | Офис                                          | Ли Миржи         |
| 2015 г. | Красота внутри                                | Вуджин           |
| 2015 г. | Прямо сейчас, неправильно тогда               | Йом Бора         |
| 2016 г. | Мелодия для запоминания                       | Пак Джуми        |
| 2017 г. | Король                                        | Г-жа Ким (камео) |
| 2019    | Сопротивление                                 | Ю Гвансун        |
| 2020 г. | Класс английского языка TOEIC от Samjin Group | Ли Джиён         |

### Телесериалы
| Год     | заглавие                           | Роль                               | Сеть    |
| ------- | ---------------------------------- | ---------------------------------- | ------- |
| 2004 г. | Oolla Boolla Blue-jjang            | Но Да-дзи (Принцесса Синий Камень) | KBS2    |
| 2005 г. | Грустная история любви             | молодой Ча Хваджун                 | MBC     |
| 2005 г. | Бьющееся сердце                    | Ким Боми                           | MBC     |
| 2010 г. | Магистр обучения                   | Гил Пулип                          | KBS2    |
| 2015 г. | Услышал это через виноградную лозу | Сео Бом                            | SBS     |
| 2016 г. | Midnight Diner: Tokyo Stories      | Рей / Юна                          | Netflix |
| 2017 г. | Сияющий Офис                       | Ын Ховон                           | MBC     |
| 2018 г. | Жизнь на Марсе                     | Юн Наён                            | OCN     |

## Дискография
| Год  | Художник                     | Название песни                               | Альбом                       |
| ---- | ---------------------------- | -------------------------------------------- | ---------------------------- |
| 2010 | Эрнест, Пак Джи Ён, Ко А Сон | «Идти» (кор. 달려, Dallyeo)                  | Магистр обучения OST Часть 2 |
| 2012 | Go Ah-sung                   | «Никто не знает»                             | Дуэт OST                     |
| 2012 | Go Ah-sung                   | «Свет на моём плече»                         | Дуэт OST                     |
| 2012 | Go Ah-sung                   | «Синяя синяя ночь»                           | Дуэт OST                     |
| 2012 | Go Ah-sung                   | «Крылья жезла»                               | Дуэт OST                     |
| 2015 | Квак Тхэхун, Ко Асон, Ёнджей | «Вход в Хондэ» (кор. 홍대입구, Hongdae Ibgu) | Коллаборационный[что?] сингл |

## Награды и номинации
| Year | Award                                                    | Category                                      | Nominated work                 | Result    | Ref.   |
| ---- | -------------------------------------------------------- | --------------------------------------------- | ------------------------------ | --------- | ------ |
| 1995 | MBC Birth of a Star                                      | King of Kings                                 | н/д                            | 1st place |        |
| 2006 | 27th Blue Dragon Film Awards                             | Best New Actress                              | The Host                       | Победа    | [ 21 ] |
| 2006 | 5th Korean Film Awards                                   | Best Supporting Actress                       | The Host                       | Номинация |        |
| 2006 | 9th Director’s Cut Awards                                | Best Actress                                  | The Host                       | Победа    | [ 22 ] |
| 2007 | 43rd Baeksang Arts Awards                                | Best New Actress                              | The Host                       | Номинация | [ 23 ] |
| 2007 | 33rd Saturn Awards                                       | Best Performance by a Younger Actor           | The Host                       | Номинация | [ 24 ] |
| 2007 | 44th Grand Bell Awards                                   | Best Supporting Actress                       | The Host                       | Номинация | [ 25 ] |
| 2007 | 1st Korea Movie Star Awards                              | Best Young Star                               | The Host                       | Победа    | [ 26 ] |
| 2010 | 46th Baeksang Arts Awards                                | Best New Actress                              | Master of Study                | Номинация |        |
| 2010 | KBS Drama Awards                                         | Best New Actress                              | Master of Study                | Номинация |        |
| 2013 | 50th Grand Bell Awards                                   | Best Supporting Actress                       | Snowpiercer                    | Номинация |        |
| 2013 | 34th Blue Dragon Film Awards                             | Best Supporting Actress                       | Snowpiercer                    | Номинация |        |
| 2014 | 50th Baeksang Arts Awards                                | Best Supporting Actress                       | Snowpiercer                    | Номинация |        |
| 2014 | 15th Jeonju International Film Festival                  | Moët Rising Star Award                        | н/д                            | Победа    | [ 27 ] |
| 2015 | 51st Baeksang Arts Awards                                | Best New Actress                              | Heard It Through the Grapevine | Победа    | [ 28 ] |
| 2015 | 4th APAN Star Awards                                     | Excellence Award, Actress in a Serial Drama   | Heard It Through the Grapevine | Номинация |        |
| 2015 | SBS Drama Awards                                         | Excellence Award, Actress in a Drama Special  | Heard It Through the Grapevine | Победа    | [ 29 ] |
| 2015 | SBS Drama Awards                                         | New Star Award                                | Heard It Through the Grapevine | Победа    | [ 29 ] |
| 2015 | 25th Fantastic Film Festival of the University of Málaga | Best Actress                                  | Office                         | Победа    | [ 30 ] |
| 2016 | 36th Golden Cinematography Awards                        | Popularity Award, Actress                     | Office                         | Победа    | [ 31 ] |
| 2016 | Korea Film Actors Association Awards                     | Popularity Award                              | A Melody to Remember           | Победа    | [ 32 ] |
| 2017 | MBC Drama Awards                                         | Top Excellence Award, Actress in a Miniseries | Radiant Office                 | Номинация |        |
| 2018 | 6th APAN Star Awards                                     | Excellence Award, Actress in a Miniseries     | Life on Mars                   | Победа    | [ 33 ] |
| 2018 | 2nd The Seoul Awards                                     | Best Supporting Actress                       | Life on Mars                   | Номинация | [ 34 ] |
| 2019 | 55th Baeksang Arts Awards                                | Best Actress                                  | A Resistance                   | Номинация | [ 35 ] |
| 2019 | 40th Blue Dragon Film Awards                             | Best Actress                                  | A Resistance                   | Номинация | [ 36 ] |